# کاررا ۳۰۵۰
سیارک ۳۰۵۰ (به انگلیسی: 3050 Carrera، نامگذاری:1972NW) سه هزار و پنجاهمین سیارک کشف شده‌است که در ۱۳ ژوئیه ۱۹۷۲ کشف شد.
قدر مطلق سیارک برابر ۱۴٫۱۰ است.